# تيري جونسون (سياسي أمريكي)
تيري جونسون (بالإنجليزية: Terry Johnson)‏ هو سياسي أمريكي، ولد في 3 نوفمبر 1956 في بورتسموث في الولايات المتحدة. حزبياً، نشط في الحزب الجمهوري. وقد انتخب عضو مجلس نواب أوهايو.

## وصلات خارجية
- الموقع الرسمي